# Liste des sites et monuments classés de la wilaya d'Aïn Témouchent
Cet article présente une liste des sites et monuments classés de la wilaya d'Aïn Témouchent, en Algérie.

## Liste
| Id   | Identification du bien               | Datation  | Commune            | Coordonnées                        | Catégorie du classement                     | Mesures et date de protection | Date de publication au Journal Officiel | Illustration    |                       |
| ---- | ------------------------------------ | --------- | ------------------ | ---------------------------------- | ------------------------------------------- | --- | --------------------------------------- | --------------- | --------------------- |
| 46-1 | Mausolée royal de Syphax             | Antique   | El Emir Abdelkader | à géolocaliser                     | Classé                                      | Classé sur la liste des biens culturels par arrêté du 03/12/2015, après avis conforme de la commission nationale des biens culturels tenu le 18/03/2015.                           | N° 44 du 08/05/2016                     | Image manquante | Télécharger une image |
| 46-2 | Royaume numide de Syfax dénommé Siga | Antique   | Oulhaça El Gheraba | 35° 15′ 59″ nord, 1° 27′ 00″ ouest | Classé                                      | Inscrit sur l'inventaire général des biens culturels immobiliers par arrêté du 14/07/2007, après avis favorable de la commission nationale des biens culturels tenu le 12/10/2006. | N° 60 du 26/09/2007                     |                 | Télécharger une image |
| 46-3 | Site l'ile de Rechgoune              | Antique   | Béni Saf           | à géolocaliser                     | Inscription sur l'inventaire supplémentaire | Inscrit sur l'inventaire supplémentaire Arrêté signé par le wali N° 1407 du 19/10/2009                                                                                             | Arrêté non pub au journal officiel      |                 | Télécharger une image |
| 46-4 | Zaouia et Mosquée Sidi Yakoub        | Médiévale | Sidi Ouriache      | à géolocaliser                     | Inscription sur l'inventaire supplémentaire | Inscrit sur l'inventaire supplémentaire Arrêté signé par le wali N° 1409 du 19/10/2009                                                                                             | Arrêté non pub au journal officiel      | Image manquante | Télécharger une image |